# Charlotte Hornets 1996-1997
La stagione 1996-97 dei Charlotte Hornets fu la 9ª nella NBA per la franchigia.
I Charlotte Hornets arrivarono terzi nella Central Division della Eastern Conference con un record di 54-28. Nei play-off persero al primo turno con i New York Knicks (3-0).

## Roster
| N° | Naz.                   | Ruolo | Sportivo         | Anno | Alt. | Peso |
| -- | ---------------------- | ----- | ---------------- | ---- | ---- | ---- |
|    | Stati Uniti (bandiera) | AC    | Eric Leckner     | 1966 | 211  | 120  |
|    | Stati Uniti (bandiera) | G     | Tony Smith       | 1968 | 191  | 84   |
| 00 | Stati Uniti (bandiera) | G     | Tony Delk        | 1974 | 185  | 86   |
| 1  | Stati Uniti (bandiera) | G     | Muggsy Bogues    | 1965 | 160  | 62   |
| 5  | Stati Uniti (bandiera) | P     | Anthony Goldwire | 1971 | 185  | 83   |
| 5  | Stati Uniti (bandiera) | A     | Donald Royal     | 1966 | 203  | 95   |
| 7  | Stati Uniti (bandiera) | GA    | Rafael Addison   | 1964 | 201  | 98   |
| 12 | Jugoslavia (bandiera)  | C     | Vlade Divac      | 1968 | 216  | 110  |
| 14 | Stati Uniti (bandiera) | A     | Anthony Mason    | 1966 | 201  | 113  |
| 21 | Stati Uniti (bandiera) | GA    | Ricky Pierce     | 1959 | 193  | 93   |
| 22 | Stati Uniti (bandiera) | AC    | Tom Chambers     | 1959 | 208  | 100  |
| 24 | Stati Uniti (bandiera) | GA    | Scott Burrell    | 1971 | 201  | 99   |
| 25 | Rep. Ceca (bandiera)   | C     | Jiří Zídek       | 1973 | 213  | 113  |
| 30 | Stati Uniti (bandiera) | G     | Dell Curry       | 1964 | 193  | 86   |
| 31 | Stati Uniti (bandiera) | A     | Malik Rose       | 1974 | 201  | 113  |
| 41 | Stati Uniti (bandiera) | AP    | Glen Rice        | 1967 | 201  | 98   |
| 50 | Stati Uniti (bandiera) | AC    | Jamie Feick      | 1974 | 206  | 116  |
| 52 | Stati Uniti (bandiera) | C     | Matt Geiger      | 1969 | 213  | 110  |

## Staff tecnico
- Allenatore: Dave Cowens
- Vice-allenatori: T.R. Dunn, Lee Rose, Mark Osowski